# Etanercept
Etanercept è un farmaco per il trattamento di malattie a carattere autoimmunitario, che agisce modificando la risposta biologica dell'organismo, appartenente alla classe dei farmaci in grado di modificare il decorso della malattia (i cosiddetti DMARDs, dall'inglese Disease Modifying Antirheumatic Drugs), cioè una sostanza in grado di trasformare l'andamento e la storia naturale della malattia per la quale viene impiegata. È un composto derivato da DNA ricombinante, un'immunoglobulina umana G1 (IgG1) e un anticorpo monoclonale specifico e interferente con l'attività del fattore di necrosi tumorale umano (TNF o TNF-α). Come farmaco è indicato per la cura della psoriasi, dell'artrite psoriasica dell'artrite reumatoide, della spondilite anchilosante e, potenzialmente, di qualsiasi altro processo mediato dal TNFα.
In Italia il farmaco è venduto dalla società farmaceutica Pfizer col nome commerciale di Enbrel nella forma farmaceutica di siringhe preriempite con 25 o 50 mg del composto.
L'etanercept è una proteina di fusione, ottenuta tramite tecniche del DNA ricombinante, ottenuta dall'unione del recettore umano p75 per il fattore TNF-alfa con la frazione Fc dell'immunoglobulina umana IgG1.
La proteina funziona da recettore solubile per il TNF-alfa e possiede un'affinità di legame per il TNF-alfa più alta di quella degli altri recettori solubili. È una molecola complessa, dall'alto peso molecolare, circa 150 KDa, che si lega al TNFα andando ad inibire la sua attività nel processo evolutivo dell'infiammazione, sia nell'uomo sia negli animali.

## Usi clinici
Il farmaco è utilizzato nei soggetti con spondilite anchilosante grave, con artrite psoriasica in fase attiva e progressiva, con psoriasi a placche da moderata a grave. Al farmaco si ricorre in caso di risposta insoddisfacente alla terapia convenzionale, oppure nei soggetti che presentano una controindicazione o sono intolleranti ad altre terapie sistemiche.
Nei soggetti adulti etanercept trova anche indicazione nel trattamento dell'artrite reumatoide in fase attiva, da moderata a grave, in associazione con metotrexato. Alla terapia di associazione si ricorre quando la risposta ai farmaci antireumatici modificanti la malattia (DMARDs), compreso lo stesso metotrexato, è risultata insoddisfacente.
Ad etanercept si può ricorrere anche in caso di intolleranza al metotrexato oppure in quei pazienti in cui il trattamento continuo con il metotrexato non è appropriato.
Esso è anche indicato nel trattamento dell'artrite reumatoide grave, attiva e progressiva negli adulti precedentemente non trattati con metotrexato.
In questa popolazione, l'etanercept ha mostrato di rallentare la progressione del danno strutturale associato alla malattia misurato radiologicamente.

### Popolazione pediatrica
Il farmaco è autorizzato per la terapia della psoriasi a placche cronica grave nei bambini (a partire dagli 8 anni d'età) e negli adolescenti in cui la malattia non è adeguatamente controllata da altre terapie sistemiche o fototerapie, così come in quei soggetti in età pediatrica che sono intolleranti a queste ultime. 
Il rischio di infezioni risulta maggiore per i pazienti minorenni affetti da artrite idiopatica giovanile e trattati con l'Etanercept.

## Effetti collaterali ed indesiderati
| Tipi di reazioni                                              | Comuni (>1/100, <1/10)                                    | Non comuni (>1/1.000, <1/100)                                                      | Rare (>1/10.000, <1/1.000) | Molto rare (<1/10.000)         | Frequenza non nota                                                                                         |
| ------------------------------------------------------------- | --------------------------------------------------------- | ---------------------------------------------------------------------------------- | --- | ------------------------------ | --- |
| Infezioni ed infestazioni                                     | - Infezioni - Bronchiti - Cistiti - Infezioni della pelle | - Infezioni gravi - Polmonite - Cellulite - Artrite settica - Sepsi                | - Tubercolosi - Infezioni opportunistiche - Infezioni fungine invasive - Infezioni protozoarie - Infezioni batteriche - Infezioni micobatteriche atipiche |                                | |
| Alterazioni del sistema ematico e linfatico                   |                                                           | - Trombocitopenia                                                                  | - Anemia - Leucopenia - Neutropenia - Pancitopenia | - Anemia aplastica             | |
| Alterazioni del sistema immunitario                           | - Reazioni allergiche - Formazione di autoanticorpi       |                                                                                    | - Gravi reazioni anafilattiche - Angioedema - Broncospasmo                                                                                                |                                | - Sindrome da attivazione dei macrofagi - Vasculite positiva ad anticorpi citoplasmatici anti-neutrofilici |
| Alterazioni del sistema nervoso                               |                                                           |                                                                                    | - Convulsioni - Demielinizzazione del SNC - Sclerosi multipla - Neuurite ottica - Mielite transversa                                                      |                                | |
| Alterazioni dell'occhio                                       |                                                           | - Uveite                                                                           | |                                | |
| Patologie respiratorie, toraciche e mediastiniche             |                                                           | - Polmonite interstiziale - Fibrosi polmonare                                      | |                                | |
| Patologie gastro-intestinali                                  |                                                           |                                                                                    | |                                | - Malattia infiammatoria cronica intestinale - Malattia di Crohn - Rettocolite ulcerosa                    |
| Patologie epato-biliari                                       |                                                           |                                                                                    | - Aumento transaminasi |                                | |
| Patologie della cute e del tessuto sottocutaneo:              | - Prurito                                                 | - Tumore cutaneo non melanomico - Angioedema - Orticaria - Rash cutaneo - Psoriasi | - Vasculite cutanea - S. di Steven-Johnson - Eritema multiforme                                                                                           | - Necrolisi tossica epidermica | |
| Patologie sistema muscoloscheletrico e del tessuto connettivo |                                                           |                                                                                    | - Lupus eritematoso cutaneo - Lupus eritematoso discoide - Sindrome lupus simile                                                                          |                                | |

### Malattia infiammatoria cronica intestinale
Nei pazienti affetti da artrite giovanile idiopatica in cura con etanercept si sono verificati diversi casi di malattia infiammatoria intestinale (malattia di Crohn, pancoliti). L'analisi dei registri europei (dal 1999 al 2008) sembra evidenziare una correlazione tra l'insorgenza della malattia infiammatoria intestinale e l'uso di etanercept. In diversi studi su soggetti con artrite giovanile idiopatica l'incidenza della malattia è risultata più elevata, fino a 43 volte superiore rispetto alla popolazione pediatrica generale

### Infezioni sistemiche
Il Tumor Necrosis Factor alfa (TNFalfa) ha un ruolo fondamentale nella risoluzione delle infezioni intracellulari, la sua inibizione potrebbe compromettere le difese immunitarie dell'ospite. La sua soppressione può mascherare i sintomi di un'infezione e renderne più difficoltosa la diagnosi e il successivo trattamento. Nel corso di terapia con etanercept i pazienti devono essere monitorati per il rischio di sviluppare infezioni, in particolare quelli con anamnesi di infezioni ricorrenti e coloro che vivono in zone in cui infezioni quali istoplasmosi e coccidiomicosi sono comuni. In alcuni casi le infezioni sviluppatesi durante la terapia con etanercept hanno avuto esito fatale. In pazienti trattati con etanercept sono state segnalate tubercolosi (tubercolosi miliari, tubercolosi con localizzazione extrapolmonare), sepsi, aspergillosi, pneumocistosi, istoplasmosi.

### Infezione tubercolare latente
La riattivazione di un'infezione latente da Mycobacterium tuberculosis è una tipica complicanza dei trattamenti con gli inibitori del TNFalfa, meno frequente con etanercept rispetto a infliximab e adalimumab.(Tubach et al., 2009). Per questo motivo prima di iniziare il trattamento con etanercept si deve escludere la presenza di tubercolosi in fase attiva mediante anamnesi accurata del paziente, test cutaneo con tubercolina e radiografia del torace.

### Infezione da virus Herpes zoster
La somministrazione di etanercept è stata associata a riattivazione dell'infezione da Herpes zoster in pazienti con artrite reumatoide. In caso di infezione o riattivazione dell'infezione, l'etanercept deve essere immediatamente sospeso e il paziente sottoposto a terapia antivirale.

### Neoplasie maligne e disordini linfoproliferativi
Nei trial clinici in pazienti trattati con inibitori del TNF-alfa, l'incidenza di neoplasie maligne, ed in particolare di linfoma, è risultata maggiore rispetto al gruppo di controllo.
Studi effettuati sul profilo di sicurezza di etanercept hanno riscontrato una maggiore incidenza dello sviluppo di linfoma nella popolazione pediatrica trattata con l'inibitore del TNF-alfa rispetto alla popolazione pediatrica generale.
Sulla base dei dati di letteratura e delle segnalazioni postmarketing raccolte, nell'aprile del 2011 la FDA ha iniziato un'analisi del profilo di sicurezza, relativamente al rischio di tumore, dei farmaci anti-TNF nei pazienti con età uguale o inferiore a 30 anni.

## Controindicazioni
Etanercept è controindicato nei soggetti con ipersensibilità al principio attivo oppure ad uno qualsiasi degli eccipienti utilizzati nella formulazione farmaceutica. È inoltre controindicato nei pazienti con qualsiasi infezione attiva, infezione cronica o localizzata, e nei soggetti con sepsi oppure a rischio di sepsi.
Etanercept è controindicato nei pazienti pediatrici con artrite giovanile idiopatica poliarticolare e nei bambini con psoriasi a placche di età inferiore ai 6 anni.
Inoltre nell'Epatite correlata all'abuso di alcol la somministrazione di etanercept in pazienti con epatite alcolica da moderata a grave deve essere attentamente monitorata. Uno studio condotto su 48 pazienti trattati con etanercept o placebo, ha rilevato un tasso di mortalità superiore nei pazienti trattati con etanercept dopo 6 mesi di trattamento rispetto al placebo.
La somministrazione di etanercept in caso di pazienti con insufficienza cardiaca richiede cautela, poiché sono stati riscontrati dei casi di peggioramento della malattia o insorgenza di scompenso cardiaco
In caso di reazioni allergiche, sospendere la somministrazione di etanercept. La somministrazione di etanercept deve essere monitorata, nel caso il paziente risulti avere un'ipersensibilità accertata o possibile al lattice (gomma naturale essiccata) dato che il cappuccio che ricopre l'ago è costituito da tale materiale.

### Granulomatosi di Wegener
Etanercept non è raccomandato nel trattamento della granulomatosi di Wegener in quei soggetti che sono già in cura con farmaci citotossici. In questa forma di vasculite autoimmune necrotizzante dei vasi di piccolo e medio calibro, sono stati condotti degli studi per determinare l'efficacia del farmaco e l'eventuale correlazione tra l'utilizzo dell'inibitore del TNF-α e l'insorgenza di tumori solidi.
Etanercept non si è dimostrato efficace nel mantenere la remissione nei pazienti con granulomatosi di Wegener.
Inoltre in un trial (Wegener's Granulomatosis Etanercept Trial-WGET) comprendente 180 pazienti, metà dei quali in terapia con etanercept e metà con placebo, sono comparsi 13 nuovi tumori solidi, di cui 8 nel gruppo trattato con etanercept e 5 nel gruppo trattato con placebo.
Il rischio di insorgenza di neoplasie solide nei pazienti trattati con etanercept è risultato maggiore rispetto alla popolazione generale, e lo è in particolare in coloro già trattati precedentemente con ciclofosfamide, così come, più in generale, il rischio di insorgenza di tumori solidi sembra aumentare nei soggetti già trattati anche con farmaci citotossici.

## Gravidanza e allattamento
Studi sperimentali in vivo su ratti e conigli non hanno evidenziato alcuna prova di danno od effetti tossici sulla prole.
La mancanza di dati certi in letteratura medica inerenti all'uso del farmaco in gravidanza comporta l'uso di valide misure contraccettive per tutta la durata della terapia e fino a tre settimane dopo la cessazione della stessa.
La Food and Drug Administration ha inserito etanercept in classe B per l'uso in gravidanza. Nella classe B sono inseriti i farmaci per i quali sono disponibili solo studi preclinici in vivo che non hanno evidenziato tossicità fetale e i farmaci i cui studi preclinici in vivo hanno evidenziato effetti tossici sul feto non confermati da studi clinici in donne esposte nel primo trimestre di gravidanza e per i quali non c'è evidenza di danno nelle fasi tardive della gravidanza.
Non è noto se etanercept venga escreto nel latte materno. Da sperimentazioni animali in vivo sui ratti il farmaco somministrato per via sottocutanea alla madre viene poi ritrovato nel siero dei cuccioli allattati. Poiché le immunoglobuline vengono escrete nel latte, è opportuno non assumere etanercept o sospendere l'allattamento durante il trattamento.

## Interazioni
- Farmaci anti-diabete: sono stati riportati casi di ipoglicemia in soggetti trattati con farmaci per il diabete. La co-somministrazione di etanercept in questa popolazione di pazienti deve essere strettamente monitorata, ed eventualmente il medico può decidere se diminuire la dose dei farmaci ipoglicemizzanti o dell'insulina.[26]
- Anakinra: nei soggetti adulti trattati con etanercept ed anakinra è stata riscontrata una maggiore incidenza di effetti collaterali (infezioni gravi e neutropenia) rispetto a pazienti trattati in monosomministrazione con etanercept o con anakinra.[27]
- Abatacept: nei pazienti trattati con etanercept più abatacept è stato riscontrato un incremento di incidenza di effetti collaterali (in particolare neutropenia e infezioni gravi) rispetto ai pazienti trattati solo con etanercept, in assenza di benefici terapeutici.[28]